# Therodamas fluviatilis
Therodamas fluviatilis is een eenoogkreeftjessoort uit de familie van de Ergasilidae. De wetenschappelijke naam van de soort is voor het eerst geldig gepubliceerd in 1977 door Paggi.